# Солар, Сальвадор дель
Сальвадор Алехандро Хорхе дель Солар Лабарте (исп. Salvador Alejandro Jorge del Solar Labarthe; род. 1 мая 1970 года, Лима) — перуанский политик, юрист и актер телевидения, театра и кино. Премьер-министр Перу с 11 марта по конец сентября 2019 года, Министр культуры Перу с 2016 по 2017 год.

## Биография
Его прапрадед, Педро Алехандрино дель Солар, трижды занимал пост премьер-министра страны в конце XIX века и был вице-президентом Перу. Сальвадор дель Солар изучал право в Папском католическом университете Перу, посещал актёрские курсы. Он также изучал международные отношения в Сиракузском университете (США). Приглашённый исследователь в Центре латиноамериканских исследований им. Дэвида Рокфеллера при Гарвардском университете (2018—2019).
Снимался в таких фильмах, как «Сексназ капитана Пантохи» (2000), «Передай привет дьяволу от меня» (2011) и «Пропавший слон» (2014). В 2012 году — член жюри 16-го кинофестиваля в Лиме. В 2015 году он дебютировал в качестве режиссера с фильмом «Магальянес». Снялся более чем в пятидесяти фильмах.
С марта 2019 глава правительства Перу. Занимал этот пост он около полугода. В сложной ситуации в парламенте в конце сентября президент страны Мартин Вискарра принял решение распустить парламент страны и сменить главу правительства и 30 сентября произошла смена главы правительства Перу.